# Alamin
En la filosofía islámica, Alamin (عالمين) se refiere al Universo o Mundos, o todo lo que existe. Esto incluye humanos, plantas, animales, tierra, las estrellas, los genios, y ángeles.
No se debe confundir con 'Al Amin', o 'Al Ameen', que significa 'la confianza', que fue uno de los apodos dados a Muhammad.